# Nicolaea petilla
Nicolaea petilla is een vlinder uit de familie van de Lycaenidae. De wetenschappelijke naam van de soort werd als Thecla petilla in 1868 gepubliceerd door William Chapman Hewitson.